# Chroniques de la révolution égyptienne

Chroniques de la révolution égyptienne (en arabe لماذا لا يثور المصريون؟ - que l'on pourrait traduire par Pourquoi les Égyptiens ne se révoltent-ils pas ?) est un recueil d'articles de l'écrivain égyptien Alaa al-Aswany écrits avant et pendant la Révolution égyptienne de 2011.

## Contenu
Publié pour l'essentiel dans les quotidiens Al-Masri Al-Youm et Chorouk de 2008 à 2011, ces 183 articles ont été regroupés et publiés en arabe en 3 volumes chez l'éditeur Dar el Chorouk en 2010 et 2011.
Le recueil est traduit en français et préfacé par son traducteur habituel, Gilles Gauthier, et publié chez Actes Sud en 2011.

## La critique des années Moubarak
- Hosni Moubarak agit en despote, arbitrairement, s'entoure de ministres incompétents et obséquieux
- La transmission héréditaire d'Hosni Moubarak à son fils du pouvoir est le centre de la critique. L'Égypte est traitée « comme un vulgaire poulailler ». Or il existe de vrais candidats à la présidence capable de porter les espoirs des Égyptiens, surtout Mohamed El Baradei.
- La violence de la police égyptienne contredit les règles les plus élémentaires de la morale islamique et des droits humains auxquelles cette dernière se résume. La corruption règne à tous les étages de la politique.
- La société est elle-même gagnée par cette corruption. Ainsi la pauvreté et l'absence de perspectives d'avenir de la jeunesse sont un des facteurs explicatifs de la frustration sexuelle et du harcèlement dont sont victimes les femmes égyptiennes et étrangères.
- La montée de l'islamisme est un épouvantail du pouvoir en place pour se maintenir ; les Frères musulmans ne peuvent probablement pas gagner des élections libres (ce en quoi Al Aswany se trompe). Quand bien même ils gagneraient, il faudrait les saluer comme un résultat enfin démocratique.
- Le développement de pratiques pieuses, notamment avec les salafistes, arrange le pouvoir et confine à l'hypocrisie lorsqu'elle s'accommode de la corruption et de la violence du pouvoir en place. Le traitement dégradant de la femme, réduite avec le niqab à un objet de convoitise sexuel à cacher, est de même partie intégrante du système Moubarak : « Finalement, l'extrémisme religieux est le dernier visage du despotisme politique » (p.185).
- Les Coptes ont toujours été intégrés à la société égyptienne et ne doivent pas céder au communautarisme en dépit des attaques ou des inégalités de traitement à leur égard. Moubarak n'est pas leur dernier rempart, au contraire.

## Style
Le recueil classe les articles en donnant leur titre mais sans date et lieu de parution. 
Tous les articles se terminent par la phrase « La démocratie est la solution » qui parodie pour le désamorcer le slogan des Frères musulmans. « L'Islam est la solution » condensait le message de l'islam politique pour le monde arabe contre les idéologies socialistes et progressistes qui avaient dominé dans la seconde moitié du XXe siècle et avaient ouvert la voie à des lignées autocrates.
Les articles se développent le plus souvent autour d'un événement de la vie politique et sociale égyptienne ou d'un fait divers. Ils s'aventurent également dans le domaine de la fable (le loup-Moubarak contre les animaux de la forêt) ou de la fiction politique (une rencontre imaginaire entre l'écrivain et Gamal Moubarak, ou entre une manifestante arrêtée et un procureur ayant les traits d'Hosni Moubarak). Le ton est à la fois humoristique et didactique.
De fréquentes comparaisons avec les systèmes politiques et judiciaires occidentaux illustrent les manquements à la transparence, à l'égalité des chances etc. De même, les comparaisons avec l'Égypte du début du XXe siècle présentent l'Égypte de l'ère Moubarak comme une période de régression.

## Éditions
- En arabe : Limatha la Yathour El Masriyoun, (en arabe : لماذا لا يثور المصريون؟, "Pourquoi les Egyptiens ne se révoltent pas?") et Hal nastahiqq al-dimoqratiyya?, (en arabe : هل نستحق الديمقراطية؟, "Méritons-nous la démocratie?"), Dar al-Chorouq, 2010 et 2011, 3 vol.
- En français : Traduction de Gilles Gauthier, Chroniques de la révolution égyptienne, Actes Sud, 2011
- En anglais : Traduction de Jonathan Wright, On the State of Egypt, AUC Press, 2011